# Harfiarz trynidadzki
Harfiarz trynidadzki, ptasznik trynidadzki (Psalmopoeus cambridgei) – gatunek pająka z rodziny ptasznikowatych.
Ptasznik nadrzewny, zamieszkujący tereny Trynidadu, wysp Ameryki Południowej.
Dorasta do 6–8 cm długości ciała, a z odnóżami nawet 20 cm. Młode ptaszniki są ubarwione na czarno-brązowy kolor, a dorosłe mają kolor oliwkowo-brązowy. Na odwłoku znajduje się jasny ornament, zanikający u samców po ostatniej wylince.
Ptasznik ten jest dość szybki i potrafi skakać zarówno z miejsca, jak i z biegu. Jest on raczej agresywny, ale jad nie jest niebezpieczny dla ludzi. Nie wyczesuje włosków parzących z odwłoka. Najczęstszą formą obrony, jak u innych harfiarzy, jest pozorowanie ataku przez uderzenie przednimi kończynami w przeciwnika. Po tym ptasznik czeka, aż wróg się wycofa; jeśli to nie nastąpi, pająk ucieka.
Nie jest objęty konwencją CITES.